# When I'm Sixty-Four
《When I'm Sixty-Four》是一首英國樂隊披頭四的歌曲，由保羅·麥卡尼所寫，並在1967年收錄於《佩珀中士的孤獨之心俱樂部樂團》專輯中。它亦出現於1968年電影《黃色潛水艇》中。

## 創作
此曲的內容是關於一名年輕人向他的情人表示希望與她共諧連理，白頭到老。雖然這歌的中心思想十分成熟，但其實它是Paul在16歲時所寫。在英國社會裡65歲是退休年齡，Paul認為以64歲來做為歌名開頭是不錯的主意。喬治·馬丁和馬克·萊維森推測他後來將它收錄在這專輯中是因為當時他的父親已經64歲。
John如此評論此歌：
Paul wrote it in the Cavern days. We just stuck a few more words on it like 'grandchildren on your knee' and 'Vera, Chuck and Dave' ... this was just one that was quite a hit with us. ... I would never even dream of writing a song like that.
Paul在我們於洞穴俱樂部表演的日子裏寫出這歌。我們只需補充少許歌詞，如 "grandchildren on your knee" 和 "Vera, Chuck and Dave" ... 這歌帶給我們很大的震撼。... 我從沒有認為我能寫出如此獨特的歌。

## 伴奏
此曲的伴奏十分獨特，有着清晰的單簧管三重奏，包括兩支B♭單簧管和一支低音單簧管，是搖滾樂中很少出現的。Paul要求喬治·馬丁編一這段古典風格的單簧管樂曲，是因為他不想這首歌變得太傷感。樂曲最後與Paul的主唱互相和諧，亦是當時罕見的歌曲形式。

## 錄製
此歌錄於1966年12月6日，是專輯中最早期錄製的歌曲之一。此歌又運用了多重配音，Paul在12月8日錄音，在12月20日錄音。單簧管樂曲錄於12月21日。
此歌是降D大調，原本錄音時是使用C大調的，但Paul堅持要將錄好的歌曲加快及變調。這是因為他希望他的聲音顯得較年輕。

## 參與人物
- Paul：主唱、和唱、低音結他、鋼琴
- John：和唱、主音結他
- George：和唱、低音結他
- Ringo：鼓、管鐘
- 羅伯特·伯恩斯，亨利·麥肯齊，Frank Reidy：單簧管、低音單簧管[11]

## 軼事
- Paul的孩子們在艾比路錄音室中翻唱了此歌以慶祝他的64歲生日，他們亦在生日會中即場為他唱了這歌。可惜的是，不久後他和第二任妻子希瑟·米斯離婚了[12][13]。
- 在2007年的喜劇永不止步：戴維·寇克斯的故事中，傑克·布萊克飾演的Paul和保羅·路德飾演的John吵架，當中John說：我很好奇64歲時你的歌是否仍然這麼垃圾。

## 腳註
1. ↑  Prigozy & Raubicheck 2007，第71頁.
2. ↑  Haugen 2004，第169頁.
3. ↑  Miles 1997，第319頁.
4. ↑  Turner, Steve. . YourItList. 2005. ISBN 978-0-06-084409-7.
5. ↑  Lewisohn 1988，第89頁.
6. 1 2  Martin & Pearson 1994，第34頁.
7. ↑  The Beatles 2000，第247頁.
8. ↑  Sheff 2000，第183頁.
9. ↑  Lewisohn 1988，第89–91頁.
10. ↑  Martin & Pearson 1994，第35頁.
11. ↑  Lewisohn 1988，第90頁.
12. ↑  Lampert 2006.
13. ↑  Todd 2006.